# Zork Nemesis
Zork Nemesis : Les Territoires interdits est un jeu d'aventure développé par Zombie Studios, publié en 1996 par Activision sur les plateformes MS-DOS et Windows 95, et porté sur Macintosh par la société Quicksilver ; la version française a été réalisée par Ubi Soft.
Zork Nemesis succède à Return to Zork et précède Zork: Grand Inquisitor. Son scénario a été écrit par Cecilia Barajas, Nick Sagan et Adam Simon.

## Synopsis
Le joueur incarne un aventurier envoyé dans les « Territoires interdits » par le vice-régent Syovar. Il dispose du journal de Karlok Bivotar, un agent parti avant lui et porté disparu ; les détails intérieurs permettent d'appréhender le contexte, particulièrement sombre, et fournissent de précieux indices pour résoudre les énigmes qui se présenteront.
Les premières pages du journal rappellent les objectifs :
- enquêter sur la disparition de la musicienne Sophia Hamilton, de l'évêque François Malveaux, du docteur Erasmus Sartorius, et du général Thaddeus Kaine ;
- vérifier l'existence d'une malédiction dans les territoires interdits ;
- prouver la véracité des rumeurs de magie « prohibée » dans cette région.

Le journal révèle que les quatre disparus étaient devenus maîtres en alchimie, chacun spécialisé dans l'un des éléments (Hamilton : eau ; Malveaux : feu ; Sartorius : air ; Kaine : terre). Bivotar pense qu'ils ont fabriqué un cinquième élément d'une très grande puissance : la Quintessence, aussi appelé « Pierre philosophale ». Pour protéger leur découverte, ils ont dû subir la malédiction de Némésis, une entité maléfique avide de pouvoir…

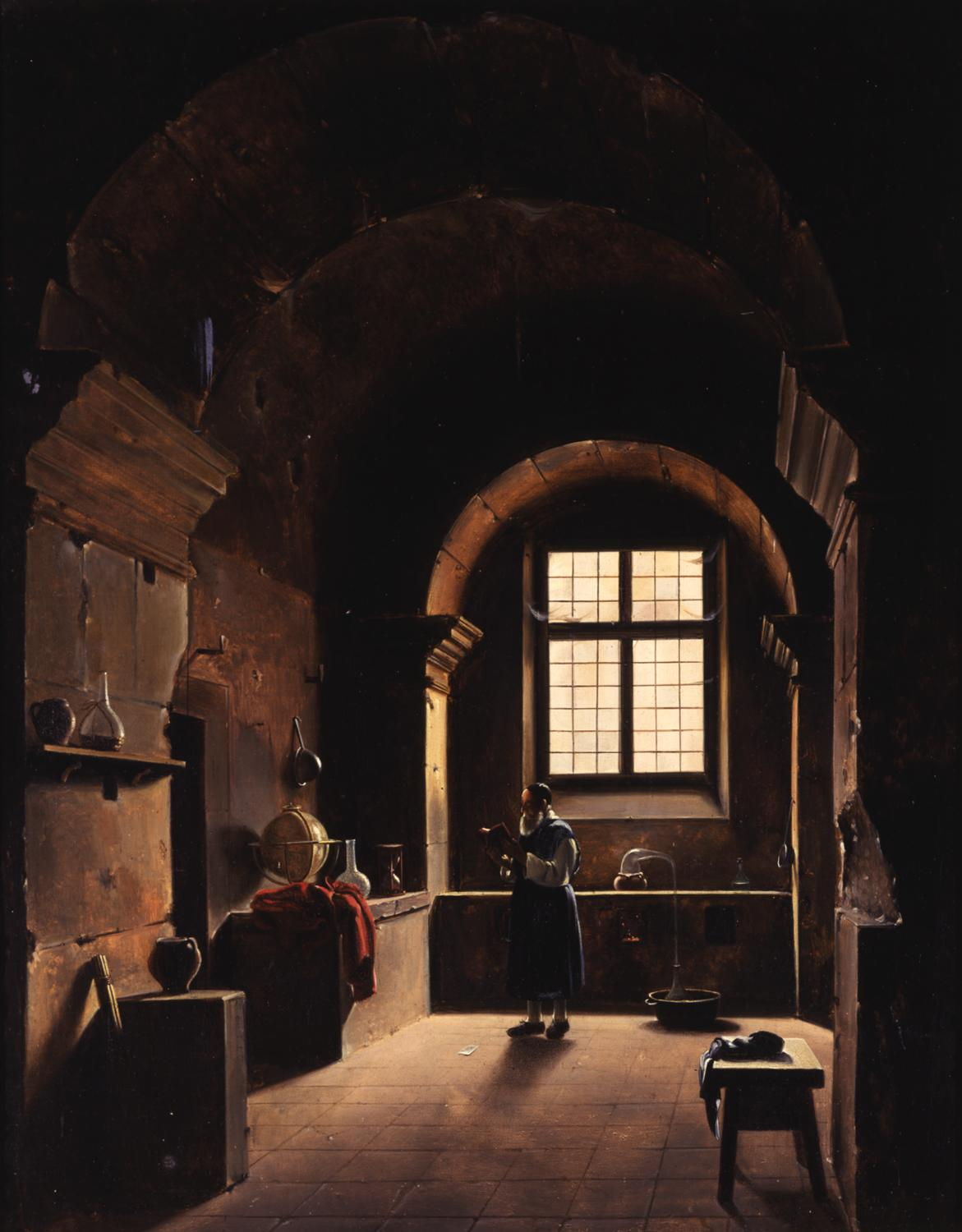
« L'alchimiste », de François Marius Granet.

Les dernières lignes indiquent que les quatre alchimistes pourraient se trouver dans le Temple des Anciens érigé par Agrippa. L'aventure commence à proximité du temple…

## Système de jeu
Le jeu se contrôle principalement à la souris : le curseur se modifie en fonction des actions réalisables (une flèche indique qu'un déplacement est possible, et une main indique que le joueur peut interagir avec un objet ou avec le décor), un clic avec le bouton gauche permet d'effectuer une action, et un clic avec le bouton droit fait défiler les objets dans l'inventaire.
Les quelques raccourcis clavier varient en fonction de la plateforme ou de la version, et ne peuvent pas être redéfinis.
La technologie Activision « Z-Vision » simule une vue à 360° des lieux visités ; la technologie « QSound Virtual Audio » produit un son stéréo ; des acteurs en incrustation vidéo incarnent les personnages dans les scènes qui dévoilent progressivement l'intrigue.

## Distribution
Rôles principaux
- Lauren Koslow : Sophia Hamilton
- Stephen Macht : Thaddeus Kaine
- Allan Kolman : Erasmus Sartorius
- William Morgan Sheppard : François Malveaux
- Paul Anthony Stewart (en) : Lucien Kaine, Némésis
- Merle Kennedy : Alexandria Wolfe

Seconds rôles et figurants
- Danielle Wiener (es) : Alexandria Wolfe enfant
- Lisa Engelman : Zoe Wolfe
- Ray Boyle : vieux soldat
- Dan Speaker : soldat no 1
- T.J. Rotolo : soldat no 2
- Wendy Robie : patiente aliénée
- Kim McGuire (en) : patiente no 1
- Karen Kondazian : patiente no 2
- Sean Morgan : moine fou
- Vivian Straus : placeuse
- Harris Laskawy : tête coupée

## Accueil
Zork Nemesis a été très bien accueilli par les critiques, dont les notes aboutissent à une moyenne supérieure à 80 %. Son ambiance est cependant plus sombre par rapport aux autres volets de la série Zork : ainsi, l'article de Jeuxvideo.com précise que « loin de l'humour généreux des premiers opus, le ton est grave, et le monde de Zork d'habitude si jovial paraît ici complètement désenchanté ».